# Arrondissement de Belfort
L'arrondissement de Belfort est une division administrative française, coïncidant avec le département du Territoire de Belfort, situé dans la région Bourgogne-Franche-Comté.

## Histoire
En 1870, Belfort, ville fortifiée par Vauban, est un chef-lieu d'arrondissement du département du Haut-Rhin,
En 1871, à la suite de la guerre perdue contre la Prusse, le département du Haut-Rhin est annexé au nouvel Empire allemand à l'exception d'une partie de l'arrondissement de Belfort, devenu département du Territoire de Belfort et rattaché ensuite à la région administrative de Franche-Comté.

## Composition

### Découpage communal depuis 2015
Depuis 2015, le nombre de communes des arrondissements varie chaque année soit du fait du redécoupage cantonal de 2014 qui a conduit à l'ajustement de périmètres de certains arrondissements, soit à la suite de la création de communes nouvelles. Le nombre de communes de l'arrondissement de Belfort est ainsi de 102 en 2015 et 101 en 2019.
Au 1er janvier 2024, l'arrondissement groupe les 101 communes suivantes :
1. Andelnans
2. Angeot
3. Anjoutey
4. Argiésans
5. Autrechêne
6. Auxelles-Bas
7. Auxelles-Haut
8. Banvillars
9. Bavilliers
10. Beaucourt
11. Belfort
12. Bermont
13. Bessoncourt
14. Bethonvilliers
15. Boron
16. Botans
17. Bourg-sous-Châtelet
18. Bourogne
19. Brebotte
20. Bretagne
21. Buc
22. Charmois
23. Châtenois-les-Forges
24. Chaux
25. Chavanatte
26. Chavannes-les-Grands
27. Chèvremont
28. Courcelles
29. Courtelevant
30. Cravanche
31. Croix
32. Cunelières
33. Danjoutin
34. Delle
35. Denney
36. Dorans
37. Eguenigue
38. Éloie
39. Essert
40. Étueffont
41. Évette-Salbert
42. Faverois
43. Fêche-l'Église
44. Felon
45. Florimont
46. Fontaine
47. Fontenelle
48. Foussemagne
49. Frais
50. Froidefontaine
51. Giromagny
52. Grandvillars
53. Grosmagny
54. Grosne
55. Joncherey
56. Lachapelle-sous-Chaux
57. Lachapelle-sous-Rougemont
58. Lacollonge
59. Lagrange
60. Lamadeleine-Val-des-Anges
61. Larivière
62. Lebetain
63. Lepuix
64. Lepuix-Neuf
65. Leval
66. Menoncourt
67. Meroux-Moval
68. Méziré
69. Montbouton
70. Montreux-Château
71. Morvillars
72. Novillard
73. Offemont
74. Pérouse
75. Petit-Croix
76. Petitefontaine
77. Petitmagny
78. Phaffans
79. Réchésy
80. Recouvrance
81. Reppe
82. Riervescemont
83. Romagny-sous-Rougemont
84. Roppe
85. Rougegoutte
86. Rougemont-le-Château
87. Saint-Dizier-l'Évêque
88. Saint-Germain-le-Châtelet
89. Sermamagny
90. Sevenans
91. Suarce
92. Thiancourt
93. Trévenans
94. Urcerey
95. Valdoie
96. Vauthiermont
97. Vellescot
98. Vescemont
99. Vétrigne
100. Vézelois
101. Villars-le-Sec

## Démographie
En 2022, l'arrondissement comptait 140 082 habitants.
| 1968    | 1975    | 1982    | 1990    | 1999    | 2006    | 2011    | 2016    | 2021    |
| ------- | ------- | ------- | ------- | ------- | ------- | ------- | ------- | ------- |
| 118 450 | 128 125 | 131 999 | 134 097 | 137 408 | 141 201 | 143 348 | 144 089 | 139 654 |

| 2022    | - | - | - | - | - | - | - | - |
| ------- | - | - | - | - | - | - | - | - |
| 140 082 | - | - | - | - | - | - | - | - |

## Administration
De 1800 à 1871, l'arrondissement, qui fait partie du Haut-Rhin, est administré par un sous-préfet.
En 1871, il n'est pas intégré à l'Empire allemand, contrairement au reste du département du Haut-Rhin
En 1922, ce territoire devient le 90e département français, le département du Territoire de Belfort, composé d'un arrondissement unique, l'arrondissement de Belfort. Il est dirigé par le secrétaire général de la préfecture du département.

### Sous-préfets
| Sous-préfet                                                      | Prise de fonction | Fin de fonction   | Poste précédent                                                       | Poste suivant                                      |
| ---------------------------------------------------------------- | ----------------- | ----------------- | --------------------------------------------------------------------- | -------------------------------------------------- |
| François Martin Burger                                           | 13 avril 1800     | 28 août 1804      | Commissaire du directoire exécutif pour le canton de Belfort          | Mort en fonction                                   |
| Antoine Xavier Mengaud                                           | 25 janvier 1805   | 22 août 1814      | Général de division - Conseiller municipal de Belfort                 | Retraite                                           |
| Claude François Prudhomme                                        | 22 août 1814      | 25 mars 1815      | Sous-préfet de Dinant (Belgique)                                      | Chassé par la population                           |
| Léon-Nicolas Quellain                                            | avril 1815        | 25 mars 1815      | Maire de Belfort                                                      | Chassé par la population                           |
| Antoine Xavier Mengaud                                           | 15 avril 1815     | juillet 1815      | Sous-préfet en retraite                                               | Retraite                                           |
| René Antoine Waldemar de Brancas                                 | 5 septembre 1815  | 30 septembre 1820 | Propriétaire                                                          | Sous-préfet de Dieppe (Seine-Maritime)             |
| Charles Lepère                                                   | 6 septembre 1820  | 30 septembre 1820 | Sous-préfet de Trévoux (Ain)                                          | Sous-préfet de Lapalisse (Allier)                  |
| Louis François de Tessières                                      | 30 septembre 1820 | 30 septembre 1823 | Sous-préfet de Barbezieux (Charente)                                  | ?                                                  |
| Philippe Charles Agrain des Hubas                                | 1823              | 29 novembre 1828  | Sous-préfet de Verdun (Meuse)                                         | Mort en fonction                                   |
| Louis-Michel Sido                                                | 15 janvier 1829   | septembre 1830    | Chef de division à la préfecture du Haut-Rhin                         | ?                                                  |
| Alexandre Nicolas Jaussaud                                       | septembre 1830    | mars 1833         | Sous-préfet de Langres (Haute-Marne)                                  | ?                                                  |
| Pierre Alexandre Tinel                                           | mars 1833         | août 1848         | ?                                                                     | ?                                                  |
| Charles Théodore Groubental (ou Groubenthal)                     | Août 1848         | janvier 1849      | Sous-préfet de Sainte-Menehould (Marne)                               | ?                                                  |
| Alfred Charles de Boisthierry                                    | janvier 1849      | juillet 1850      | ?                                                                     | Sous-préfet de Clermont (Oise)                     |
| Edouard Paul Joseph Ferdinand Esnou de Saint-Céran               | juillet 1850      | octobre 1854      | Avocat                                                                | ?                                                  |
| Antoine Anatole de Barthélemy                                    | 31 octobre 1854   | 1er mai 1860      | Secrétaire général de la préfecture des Côtes-du-Nord (Côtes-d'Armor) | Sous-préfet de Neufchâtel-en-Bray (Seine-Maritime) |
| Alfred François Amédée de Masin                                  | mai 1860          | octobre 1865      | Sous-préfet de Forcalquier (Alpes-de-Haute-Provence)                  | Sous-préfet de Bergerac (Dordogne)                 |
| Louis Victor Joseph Béharelle d'Estienne de Chaussegros de Lioux | 28 octobre 1865   | janvier 1866      | Secrétaire général de la Préfecture de l'Ain                          | Sous-préfet de Trévoux (Ain)                       |
| Pierre-Nicolas Clémencet                                         | janvier 1866      | janvier 1869      | Conseiller de la préfecture du Rhône                                  | Sous-préfet dans l'Ain                             |
| Antoine Simon Adolphe Poizat                                     | janvier 1869      | 28 avril 1871     | ?                                                                     | Secrétaire général de la préfecture de l'Aude      |

### Secrétaires généraux
| Période | Période | Identité               | Fonction précédente | Observation |
| ------- | ------- | ---------------------- | ------------------- | ----------- |
|         |         |                        |                     |             |
| 1993    | 1996    | Michel Peraldi         |                     |             |
| 1996    | 1999    | Denis Gournay          |                     |             |
| 1999    | 2001    | Laurent Solly          |                     |             |
| 2001    | 2003    | Yves Rousset           |                     |             |
| 2003    | 2005    | Xavier Delarue         |                     |             |
| 2005    | 2007    | Philippe Dieudonné     |                     |             |
| 2007    | 2008    | Joël Mercier           |                     |             |
| 2008    | 2011    | Philippe Leraître      |                     |             |
| 2011    | 2012    | Alain Bessaha          |                     |             |
| 2012    | 2014    | Jean-Marc Bassaget     |                     |             |
| 2014    | 2015    | Richard-Daniel Boisson |                     |             |
| 2015    | 2018    | Joël Dubreuil          |                     |             |
| 2018    | 2020    | Élise Dabouis          |                     |             |
| 2020    |         | Mathieu Gatineau       |                     |             |